# Ietje Timmer
Ietje Hanse-Timmer (27 februari 1959) was een Nederlands kortebaanschaatsster.
Bij het juniorenkampioenschap Allround in 1976 werd zij vierde. Ietje werd op 28 december 1982 Nederlands Kampioen op de Kortebaan in Haren. Het zilver was voor Sophie Westenbroek, het brons voor Gerda Spieker.

## Uitslagen
| Jaar | Tijd | Kampioenschap | Plaats |
| ---- | ---- | ------------- | ------ |
| 1982 | Goud | NK Kortebaan  | Haren  |

## Persoonlijke records
- 500m:	45,40 (Inzell, 09-01-78)[4]
- 1.000m: 1.34,1 (Heerenveen, 08-02-77)
- 1.500m: 2.28,2 (Heerenveen, 27-02-78)
- 3.000m: 5.15,0 (Alkmaar, 15-01-78)